# Джейсън Кени
Сър Джейсън Франсис Кени (на английски: Jason Francis Kenny), CBE е британски професионален състезател по колоездене на писта.
Роден е в гр. Болтън, Англия, Великобритания. Той е седемкратен олимпийски шампион и сребърен медалист от олимпиадите в Токио (2020), Рио де Жанейро (2016), Лондон (2012) и Пекин (2008), трикратен световен шампион през 2011, 2013 и 2016 г.